# Taszów
Taszów (niem. Tassau) – przygraniczna wieś w Polsce położona w województwie dolnośląskim, w powiecie kłodzkim, w gminie Lewin Kłodzki.

## Położenie
Taszów to mała wieś leżąca we Wzgórzach Lewińskich, pomiędzy szczytem Borowa a Taszowskimi Górkami, na wysokości około 590–670 m n.p.m.

## Podział administracyjny
W latach 1975–1998 miejscowość administracyjnie należała do województwa wałbrzyskiego.

## Demografia
W przededniu II wojny światowej liczba mieszkańców wynosiła 189. Po wojnie miejscowa ludność została wysiedlona i zastąpiona znacznie mniej liczną polską ludnością napływową. Obecnie wieś jest prawie wymarła z nielicznymi domami letniskowymi pobudowanymi w ostatnich latach oraz nieczynnym wyciągiem narciarskim. Według Narodowego Spisu Powszechnego w 2011 roku miejscowość liczyła 12 mieszkańców.

## Historia
Taszów powstał najprawdopodobniej w XV wieku w dobrach homolskich. Pierwsza wzmianka wymieniająca nazwę Tasow pochodzi z 1477 roku. W roku 1684 miejscowość została włączona do dóbr jeleniowskich. W 1763 roku przeszła z rąk austriackich w pruskie a następnie niemieckie, w których znajdowała się do 1945 roku. W XVIII i XIX wieku we wsi był młyn wodny i około 20 warsztatów tkackich. W 1793 roku wieś miała 82 domy i 156 mieszkańców, a w roku 1840 był tu młyn wodny, szkoła i 24 warsztaty bawełniane. W drugiej połowie XIX wieku w Taszowie powstała gospoda, z której korzystali głównie turyści udający się do czeskiej części Gór Orlickich.

## Zabytki
Jedynym obiektem zabytkowym w Taszowie jest kaplica św. Jadwigi Królowej z 1891 roku, mająca cechy neobaroku i neogotyku.

## Szlaki turystyczne
Przez Taszów prowadzą trzy znakowane szlaki turystyczne:
- Taszów – Olešnice v Orlických horách – Šerlišský Mlýn – Masarykova chata – Zieleniec,
- Ptak (Fort Karola) – Lisia Przełęcz – Kulin Kłodzki – Przełęcz w Grodźcu – Leśna – Lewin Kłodzki – Taszów – Kocioł – Miejski Lasek – Jawornica – Zimne Wody – Kozia Hala – Sołtysia Kopa – Orlica – Zieleniec – Torfowisko pod Zieleńcem – Kamienna Góra – Przełęcz Sokołowska – Polanica-Zdrój – Garncarz – Batorów – Karłów,
- Taszów – Jarków – Kudowa-Zdrój[6].